# Celatoria bosqi
Celatoria bosqi är en tvåvingeart som beskrevs av Blanchard 1937. Celatoria bosqi ingår i släktet Celatoria och familjen parasitflugor. Inga underarter finns listade.